# Крокодил (фильм, 2007)
«Крокодил» (англ. Rogue) — австралийский независимый фильм ужасов режиссёра Грега Маклина о группе туристов в Австралии, ставших жертвами гигантского крокодила. Премьера состоялась в Австралии 8 ноября 2007 года и в Северной Америке — 25 апреля 2008 года.
Слоган фильма: «Ты быстро плаваешь?»

## Сюжет
Журналист, американец Пит Маккелл, присоединяется к группе туристов, совершающих речной круиз в национальном парке Какаду Северной территории Австралии. Во главе с исследователем дикой природы по имени Кейт Райан они наблюдают многочисленных крокодилов. По пути у них случается инцидент с местными парнями Нилом и Коллином, в котором один из туристов, Эверетт, вступается за Кейт. После достижения конечной точки Кейт даёт туристам час на фотосъёмку и готовится к возвращению с группой в исходный пункт.
Эверетт замечает вдалеке несколько солнечных зайчиков. Кейт отправляется вверх по реке проверить, не сигнал бедствия ли это. И действительно, посреди реки была обнаружена полузатонувшая лодка. Внезапно воздух сотрясает глухой удар. На катере обнаружена пробоина. Единственный выбор Кейт — выбросить судно на отмель небольшого острова посреди реки. Сойдя на берег, группа обсуждает сложившуюся ситуацию. Внезапно Эверетт, схваченный огромным неизвестным хищником, исчезает под водой. Напрашивается неутешительный вывод: этот островок, скорее всего — центр территории огромного крокодила, куда более агрессивного, чем обычно. Сгущаются сумерки. Туристы понимают, что ещё немного — и прилив зальёт их пристанище окончательно.
Тем временем и местная шпана, Нил и Коллин, проходя мимо острова на моторной лодке, подверглись нападению хищника. Нилу удаётся выплыть к острову благополучно, а вот Коллину повезло меньше.
С наступлением ночи Нил предлагает переплыть на сушу, невзирая на полную беззащитность в тёмной воде, и протянуть верёвку между двумя деревьями, таким образом, создав нечто вроде воздушной переправы. Крокодил не должен услышать всплески воды в этом случае. Нил успешно выполняет задуманное, но Мэри Эллен, дойдя до половины, впадает в панический ступор. Аллен злится, но с помощью Шерри пытается помочь. Удерживая расползающийся узел на берегу, Нил подвергся нападению крокодила. Верёвка рвётся, и туристы, оказавшись в воде, изо всех сил плывут назад к острову. Аллен неосмотрительно отдыхает у самой кромки воды. Умный хищник незамедлительно этим воспользовался.
В разбитом катере Пит находит удочку. Он понимает, что она слишком мала для такой «рыбки», и нужен крючок побольше, — вроде корабельного якоря. Он предлагает «поймать» хищника на этот «крючок», тем самым выиграв время для переправы остальных на сушу. Саймон скептически относится к идее, но Рассел наоборот поддерживает. К ужасу Кейт, в качестве приманки туристы предлагают использовать её собаку, но находят двух подстреленных Нилом уток. Пит привязал верёвку с якорем-приманкой к большому валуну и забросил в реку. Минуты напряжённого ожидания сменились яростным рывком из глубин, все в спешке переплывают реку. Рассел помогает матери Шерри, Элизабет. Внезапно верёвка слабеет. Пит обнаруживает на конце нечеловеческой силой погнутый стальной якорь, и в следующую секунду крокодил хватает Кейт и тянет её под воду. Пит переправляется вместе с собакой и тщетно ищет девушку.
На рассвете Пит пересекает поток, как вдруг собака куда-то убегает. Преследуя непослушного пса, Пит падает в какую-то пещеру, где находит труп Нила. Там же он наткнулся на искусанную, но живую Кейт. Перед ним — логово зверя, место, где тот неспешно складирует и ест своих жертв. Во время попытки эвакуации Пит слышит, как хищник, поймав и сожрав собаку, засыпает на отмели. Однако при эвакуации тварь была разбужена неосторожным движением и предприняла попытки сожрать обоих туристов. Пит вынужден отступить вглубь пещеры, в тесные склепы, где крокодилу сложнее достать его. После непродолжительной схватки, с прокушенной рукой и ушибами от падения на камни, Пит пользуется последним шансом. Уперев в камень осколок ветки, как нельзя удачно побывавшей в пасти крокодила, он группируется перед очередным выпадом и направляет импровизированное копьё точно в огромную пасть, убивая хищника. Пит и Кейт покидают пещеру и воссоединяются с выжившими туристами.

## В ролях
| Актёр            | Роль                                   |
| ---------------- | -------------------------------------- |
| Майкл Вартан     | журналист Пит Маккелл                  |
| Рада Митчелл     | исследователь дикой природы Кейт Райан |
| Сэм Уортингтон   | браконьер Нил Келли                    |
| Джон Джэррэт     | Рассел                                 |
| Стефен Керри     | Саймон                                 |
| Селия Айрлэнд    | Гвен                                   |
| Дэмиен Ричардсон | браконьер Коллин                       |
| Роберт Тейлор    | Эверет                                 |
| Кэролайн Брейзия | Мэри Эллен                             |
| Джофф Морелл     | Аллен                                  |
| Миа Васиковска   | Шерри                                  |
| Хезер Митчелл    | мать Шерри Элизабет                    |

## Награды и номинации
- AACTA — Лучшие визуальные эффекты.